# Adolf Armstarke
Adolf Armstarke, nypremiärtitel 1963 Klingande värjor, är en svensk film från 1937 i regi av Sigurd Wallén.

## Handling
Filmen handlar om Adolf Thureson, filosofie licentiat som doktorerar på Stockholms Högskola. Ämnet är riddare och ridderlighet och Adolf hyllar det ädla som riddare stod för. Hans åsikter delas dock inte alls av Georg Ankarhielm, även han fil lic som kritiserar det Adolf hyllat. 
Senare på kvällen beger sig sällskapet som doktorerade till en restaurang i Gamla Stan. Under detta besök somnar Adolf samtidigt som Georg lägger beslag på hans fästmö. 
Adolf drömmer sig tillbaka till medeltiden där han förvandlas till hjälten Adolf Armstarke vars främsta rival är Georg av Ankarshus.

## Om filmen
Filmen hade premiär på biograf Palladium i Stockholm 15 mars 1937. Adolf Armstarke var en av 30-talets mest påkostade svenska filmer i fråga om dekorbygge och rekvisita. Nils Poppe gjorde sin filmdebut i ett kort avsnitt där han iklädd en björnfäll föreställde Skogens Konung. Filmen har visats på TV4 ett flertal gånger.

## Mottagande
Redan innan premiären riktades i en artikel i Nya Dagligt Allehanda en beskyllning mot filmen för att vara ett plagiat på den engelska filmen Bland bålde riddersmän (When Knights were Bold). Svensk Talfilms direktör Gösta Sandin hävdade dock i ett genmäle att det var fråga om ett originaluppslag, något som den anonyme notisskribenten i Allehanda då kommenterade genom att erinra om Mark Twains berättelse En yankee vid kung Arthurs hov.
Även Upsala Nya Tidnings recensent Pir Ramek (Thorsten Eklann) pekade på likheten mellan denna film och den engelska pjäsförlagan till When Knights were Bold.

## Rollista (i urval)
Källa: 
- Adolf Jahr – fil. lic. Adolf Thuresson kallad Adolf Armstarke
- Weyler Hildebrand – fil. lic. Göran Göransson, opponent
- Georg Rydeberg – fil. dr Georg Ankarhielm, försteopponent
- Theodor Berthels – grosshandlare August Larsson
- Alice Skoglund – Britta Larsson, grosshandlarens dotter
- Kate Thunman – Eufemia Larsson, grosshandlarens syster
- James Westheimer – teol. dr Olof Olsson, opponent/klosterpriorn Pater Olaus
- Ludde Juberg – matematikprofessorn/munken Antonius
- Olle Hilding – historielektor Henriksson/Henrik Mjölnare
- Sigge Fürst – kristendomsläraren
- Emil Fjellström – rektor Folke Niklasson
- Richard Lund – riddar Kristoffer till Galtaborg
- Stina Ståhle – Lena, Georg Ankarhielms väninna Signhild
- Eivor Engelbrektsson – Karin, servitris

## Musik i filmen
- Det var en ädel riddersman, kompositör och text Fred Winter, sång Weyler Hildebrand
- Kan du höra hur vackert jag visslar, kompositör och text Fred Winter, sång Adolf Jahr
- För dig, sköna Eufemia, kompositör John Norrman, sång Weyler Hildebrand
- Och bonden gick i stallet in, sång Sigge Fürst[9]

## DVD
Filmen gavs ut på DVD 2005 tillsammans med komedin Adolf klarar skivan.